# Simplicio Regino
Flavio Simplicio Regino (in latino Flavius Simplicius Reginus; fl. 435) è stato un politico bizantino.
Tra il 29 gennaio e il 3 agosto 435 è attestato come Prefetto del pretorio dell'Illirico. In quel periodo promulgò insieme ad Anicio Auchenio Basso e ad Antemio Isidoro un editto che metteva al bando gli scritti dell'esponente religioso Nestorio.